# Vassili Glazunov
Vassili Afanàssievitx Glazunov (Varvarivka, 20 de desembre de 1895 – 26 de juny de 1967) va ser un cap militar soviètic, sent el primer comandant de les Tropes Paracaigudistes Soviètiques. Va ser Heroi de la Unió Soviètica en dues ocasions.

## Biografia
Vassili Glazunov va néixer el 20 de desembre de 1895 al poble de Varvarivka, al districte de Serdobsk (óblast de Saràtov), en el si d'una família camperola.
Va ingressar a l'Exèrcit Imperial el 1915, participant en la I Guerra Mundial. Després de la Revolució d'Octubre de 1917, va combatre a la Guerra Civil Russa.
A l'inici de la Gran Guerra Patriòtica estava al comandament del 3r Cos Aerotransportat, des de setembre de 1941 fins a juny de 1943. Des de juny de 1943 va ser comandant del 8è Exèrcit de la Guàrdia. Va ser promogut a tinent general el 19 de març de 1944.
Va ser nomenat Heroi de la Unió Soviètica en dues ocasions: la primera Estrella d'Or li va ser concedida per l'heroisme mostrat en l'operació de Krivoi Rog, el 1944; la segona li va ser concedida per la reeixida travessia del riu Vístula.
Després de la guerra va ser nomenat inspector general de les VDV entre 1950 i 1954.
Des de 1955 fins al final dels seus dies, el general Glazunov va viure al poble de Xeremetievski (actualment Dolgoprudni, a la regió de Moscou). Va morir el 27 de juny de 1967, sent enterrat al cementiri de Novodévitxi de Moscou.

## Condecoracions
- Heroi de la Unió Soviètica (2)
- Orde de Lenin (3)
- Orde de la Bandera Roja (2)
- Orde de Suvórov de 2a classe
- Orde de Kutuzov de 2a classe
- Orde de l'Estrella Roja

Al llogaret de Kolixlei (regió de Penza) hi ha un bust de bronze del general Glazunov; i en honor seu es batejà un carrer al poble de Xeremetievski.